# Arrona de Abajo
Arrona de Abajo[cita requerida] (oficialmente Arroa Behea) es una entidad de población española del municipio de Cestona, perteneciente a la provincia de Guipúzcoa, en la comunidad autónoma del País Vasco.

## Historia
Hacia mediados del siglo XIX, existía la anteiglesia de Arrona, adscrita al término municipal de la vecina Deva. En la actualidad, Arrona de Abajo, como Arrona de Arriba, forma parte del municipio de Cestona. En 2022, la entidad singular de población tenía empadronados 609 habitantes y el núcleo de población, 485.